# Tuyến Nambu
Tuyến Nambu (南武線 (Nam Vũ tuyến) Nanbu-sen) là một tuyến đường sắt Nhật Bản kết nối ga Tachikawa ở Tachikawa, Tokyo và ga Kawasaki ở Kawasaki, Kanagawa. Hầu như suốt chiều dài tuyến chạy song song với sông Tama, ranh giới tự nhiên giữa Tokyo và tỉnh Kanagawa. Và nó nằm dọc theo vùng đồi núi Tama. Trực thuộc mạng lưới đường sắt của Công ty Đường sắt Đông Nhật Bản (JR East). Tuyến này cũng trực thuộc tập tuyến "Tokyo Mega Loop" (東京メガループ) chung quanh Tokyo, gồm có tuyến Keiyo, tuyến Musashino, tuyến Nambu, tuyến Yokohama. Tên của tuyến cũng mang ý nghĩa nằm ở phía nam (南 nam) của vùng cũ là Musashi (武蔵 Vũ Tàng) (nay là Tokyo và phía bắc của tỉnh Kanagawa), nơi mà Tuyến Nambu chạy qua.

## Thông tin sơ lược
- Vận hành, độ dài:
  - Tổng: 45,0 km (28,0 mi)
    - Hành khách: 39,6 km (24,6 mi)
    - Vận tải: 39,4 km (24,5 mi)

  - Công ty Đường sắt Đông Nhật Bản (JR East) (quản lý toàn tuyến về cả dịch vụ, bảo trì đường sắt)
    - Ga Kawasaki – ga Tachikawa: 35,5 km (22,1 mi)
    - Ga Shitte – ga Hama-Kawasaki: 4,1 km (2,5 mi)
    - Ga Shitte – ga Shin-Tsurumi Signal – ga Tsurumi: 5,4 km (3,4 mi) (không phục vụ thường xuyên)

  - Công ty Vận tải Đường sắt Nhật Bản (JR Freight) (chỉ cung cấp dịch vụ)
    - Ga Shitte – ga Tachikawa: 33,8 km (21,0 mi)
    - Ga Shitte – ga Hama-Kawasaki: 4,1 km (2,5 mi)
    - Ga Shitte – ga Shin-Tsurumi Signal: 1,5 km (0,9 mi)
- Tổng số ga: 29
  - Tuyến chính: 26
  - Tuyến nhánh: 3
- Đường ray đôi (hai chiều cùng lúc): Kawasaki – Tachikawa
- Hệ thống rào chắn:Tự động

## Danh sách ga

### Tuyến chính
Các tàu "tốc hành" (hai tàu mỗi giờ từ 10 giờ sáng đến 4 giờ chiều) không dừng ở ga Shitte, ga Yakō, ga Hirama, ga Mukaigawara, ga Tsudayama, ga Kuji, ga Shukugawara, ga Nakanoshima và ga Yanokuchi. Tất cả các tàu còn lại ngoại trừ đặc biệt theo mùa đều là tàu "thường", dừng lại ở tất cả các ga. Theo lịch trình sửa đổi bắt đầu từ 14 tháng 3 năm 2015, các tàu "tốc hành" sẽ không dừng thêm ở ga Minami-Tama, ga Nishifu, ga Yaho, ga Yagawa và ga Nishi-Kunitachi.
| Mã số   | Ga                  | Hán tự     | Khoảng cách (km) | Khoảng cách (km) | Tốc hành | Có thể đổi tuyến                                                                                             | Địa điểm              | Tỉnh     |
| Mã số   | Ga                  | Hán tự     | Giữa các ga      | Từ ga đầu tiên   |          | Có thể đổi tuyến                                                                                             | Địa điểm              | Tỉnh     |
| ------- | ------------------- | ---------- | ---------------- | ---------------- | -------- | --- | --------------------- | -------- |
| KWSJN01 | Kawasaki            | 川崎       | -                | 0,0              | ●        | JT Tuyến Tokaido Chính JK Tuyến Keihin-Tōhoku KK Tuyến Keikyu Chính KK Tuyến Keikyu Daishi (Keikyū Kawasaki) | Kawasaki-ku, Kawasaki | Kanagawa |
| JN02    | Shitte              | 尻手       | 1,7              | 1,7              | ｜       | Tuyến nhánh Nambu (hướng Hama-Kawasaki)                                                                      | Saiwai-ku, Kawasaki   | Kanagawa |
| JN03    | Yakō                | 矢向       | 0,9              | 2,6              | ｜       | | Tsurumi-ku, Yokohama  | Kanagawa |
| JN04    | Kashimada           | 鹿島田     | 1,5              | 4,1              | ●        | JO Tuyến Yokosuka JS Tuyến Shonan-Shinjuku (Shin-Kawasaki).                                                  | Saiwai-ku, Kawasaki   | Kanagawa |
| JN05    | Hirama              | 平間       | 1,2              | 5,3              | ｜       | | Nakahara-ku, Kawasaki | Kanagawa |
| JN06    | Mukaigawara         | 向河原     | 1,3              | 6,6              | ｜       | | Nakahara-ku, Kawasaki | Kanagawa |
| MKGJN07 | Musashi-Kosugi      | 武蔵小杉   | 0,9              | 7,5              | ●        | JO Tuyến Yokosuka JS Tuyến Shōnan-Shinjuku TY Tuyến Tokyu Toyoko MG Tuyến Tokyu Meguro                       | Nakahara-ku, Kawasaki | Kanagawa |
| JN08    | Musashi-Nakahara    | 武蔵中原   | 1,7              | 9,2              | ●        | | Nakahara-ku, Kawasaki | Kanagawa |
| JN09    | Musashi-Shinjō      | 武蔵新城   | 1,3              | 10,5             | ●        | | Nakahara-ku, Kawasaki | Kanagawa |
| JN10    | Musashi-Mizonokuchi | 武蔵溝ノ口 | 2,2              | 12,7             | ●        | DT Tuyến Tokyu Den-en-toshi Tuyến Tokyu Oimachi (Mizonokuchi)                                                | Takatsu-ku, Kawasaki  | Kanagawa |
| JN11    | Tsudayama           | 津田山     | 1,2              | 13,9             | ｜       | | Takatsu-ku, Kawasaki  | Kanagawa |
| JN12    | Kuji                | 久地       | 1,0              | 14,9             | ｜       | | Takatsu-ku, Kawasaki  | Kanagawa |
| JN13    | Shukugawara         | 宿河原     | 1,3              | 16,2             | ｜       | | Tama-ku, Kawasaki     | Kanagawa |
| JN14    | Noborito            | 登戸       | 1,1              | 17,3             | ●        | Tuyến Odakyu Odawara                                                                                         | Tama-ku, Kawasaki     | Kanagawa |
| JN15    | Nakanoshima         | 中野島     | 2,2              | 19,5             | ｜       | | Tama-ku, Kawasaki     | Kanagawa |
| JN16    | Inadazutsumi        | 稲田堤     | 1,3              | 20,8             | ●        | Tuyến Keio Sagamihara (Keiō-Inadazutsumi)                                                                    | Tama-ku, Kawasaki     | Kanagawa |
| JN17    | Yanokuchi           | 矢野口     | 1,6              | 22,4             | ｜       | | Inagi                 | Tokyo    |
| JN18    | Inagi-Naganuma      | 稲城長沼   | 1,7              | 24,1             | ●        | | Inagi                 | Tokyo    |
| JN19    | Minami-Tama         | 南多摩     | 1,4              | 25,5             | ｜       | Tuyến Seibu Tamagawa (Koremasa)                                                                              | Inagi                 | Tokyo    |
| JN20    | Fuchū-Hommachi      | 府中本町   | 2,4              | 27,9             | ●        | Tuyến Musashino                                                                                              | Fuchū                 | Tokyo    |
| JN21    | Bubaigawara         | 分倍河原   | 0,9              | 28,8             | ●        | Tuyến Keiō                                                                                                   | Fuchū                 | Tokyo    |
| JN22    | Nishifu             | 西府       | 1,2              | 30,0             | ｜       | | Fuchū                 | Tokyo    |
| JN23    | Yaho                | 谷保       | 1,6              | 31,6             | ｜       | | Kunitachi             | Tokyo    |
| JN24    | Yagawa              | 矢川       | 1,4              | 33,0             | ｜       | | Kunitachi             | Tokyo    |
| JN25    | Nishi-Kunitachi     | 西国立     | 1,3              | 34,3             | ｜       | | Tachikawa             | Tokyo    |
| JN26    | Tachikawa           | 立川       | 1,2              | 35,5             | ●        | JC Tuyến Chūō Chính Tuyến Ōme Tuyến Tama Toshi Monorail (Tachikawa-Kita, Tachikawa-Minami)                   | Tachikawa             | Tokyo    |

### Tuyến nhánh
- Toàn bộ các ga thuộc tỉnh Kanagawa.
- Các tàu có thể tránh nhau từ Kawasaki - Shinmachi.

| Mã số | Ga                 | Hán tự   | Khoảng cách (km) | Khoảng cách (km) | Có thể đổi tuyến                                                               | Vị trí                |
| Mã số | Ga                 | Hán tự   | Giữa các ga      | Từ ga đầu tiên   | Có thể đổi tuyến                                                               | Vị trí                |
| ----- | ------------------ | -------- | ---------------- | ---------------- | ------------------------------------------------------------------------------ | --------------------- |
| JN02  | Shitte             | 尻手     | -                | 0,0              | Tuyến Nambu (tuyến chính) Tuyến Nambu (tuyến vận tải)                          | Saiwai-ku, Kawasaki   |
| JN51  | Hatchōnawate       | 八丁畷   | 1,1              | 1,1              | KK Tuyến Keikyu Chính JT Tuyến Tokaido Vận tải Chính (hướng Tsurumi)           | Kawasaki-ku, Kawasaki |
| JN52  | Kawasaki-Shinmachi | 川崎新町 | 0,9              | 2,0              |                                                                                | Kawasaki-ku, Kawasaki |
| JN53  | Odasakae           | 小田栄   | 0,7              | 2,7              |                                                                                | Kawasaki-ku, Kawasaki |
| JN54  | Hama-Kawasaki      | 浜川崎   | 1,4              | 4,1              | Tuyến Tsurumi JT Tuyến Tokaido Vận tải Chính (hướng Kawasaki Freight Terminal) | Kawasaki-ku, Kawasaki |

### Tuyến vận tải
"Tuyến đường chéo Shitte" (尻手短絡線 (Cừu Thủ Đoản Lạc Tuyến) Shitte-tanraku-sen) kết nối ga Shitte và ga Shin-Tsurumi Yard bằng tuyến Tōkaidō Chính (tuyến Hinkaku) và tuyến Musashino. Các tàu vận tải giữa Tokyo Freight Terminal tới bắc Nhật Bản hoạt động trên toàn nhánh.

## Thế hệ tàu
Tính đến  ngày 1 tháng 10 năm 2016 những thế hệ tàu sau đã được sử dụng để phục vụ cho tuyến Nambu, tất cả đều được đặt tại trạm bảo dưỡng tại Nakahara.

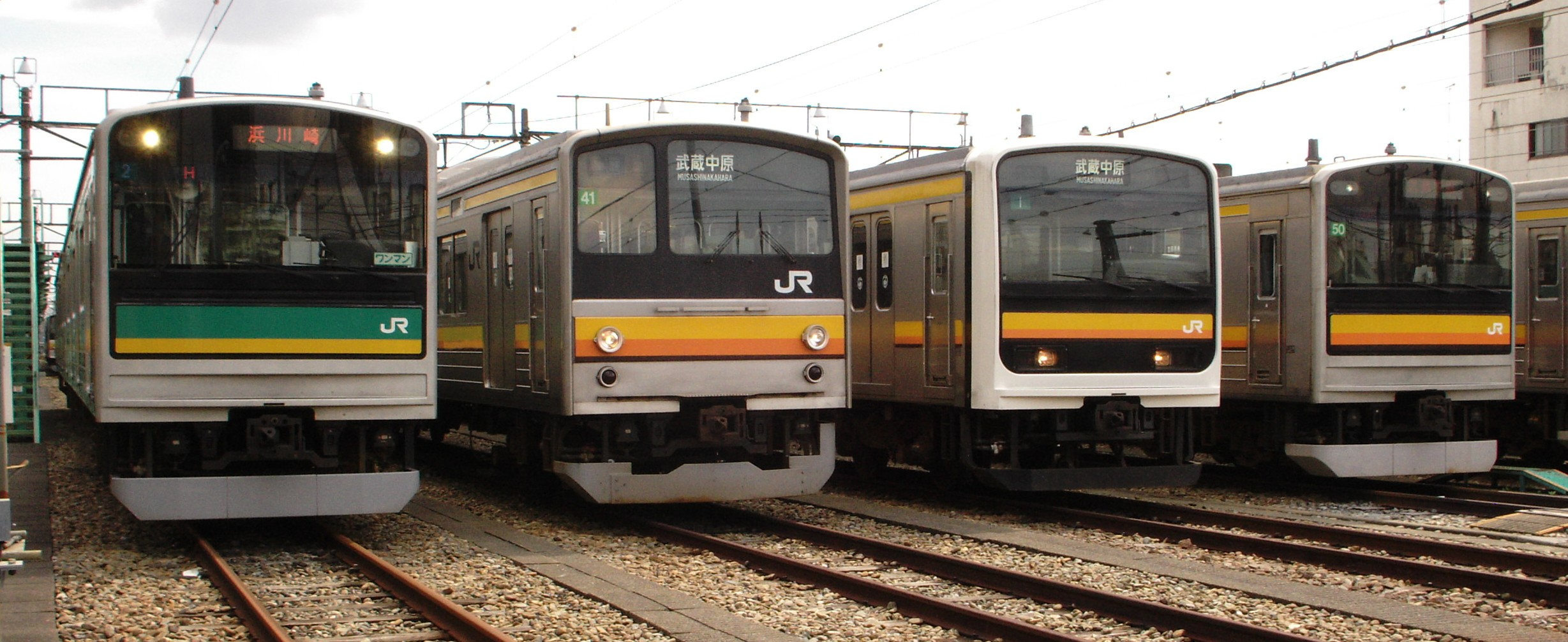
Các tàu đang nằm chờ tại trạm bảo dưỡng Nakahara

- Dòng 205-1000: 3 tàu 2 toa (phục vụ tuyến Nambu nhánh, từ tháng 8 năm 2002)
- Dòng E233-8000: 35 tàu 6 toa (từ 4 tháng 10 năm 2014)
- Dòng E233-8500: 1 tàu 6 toa (từ 15 tháng 3 năm 2017)

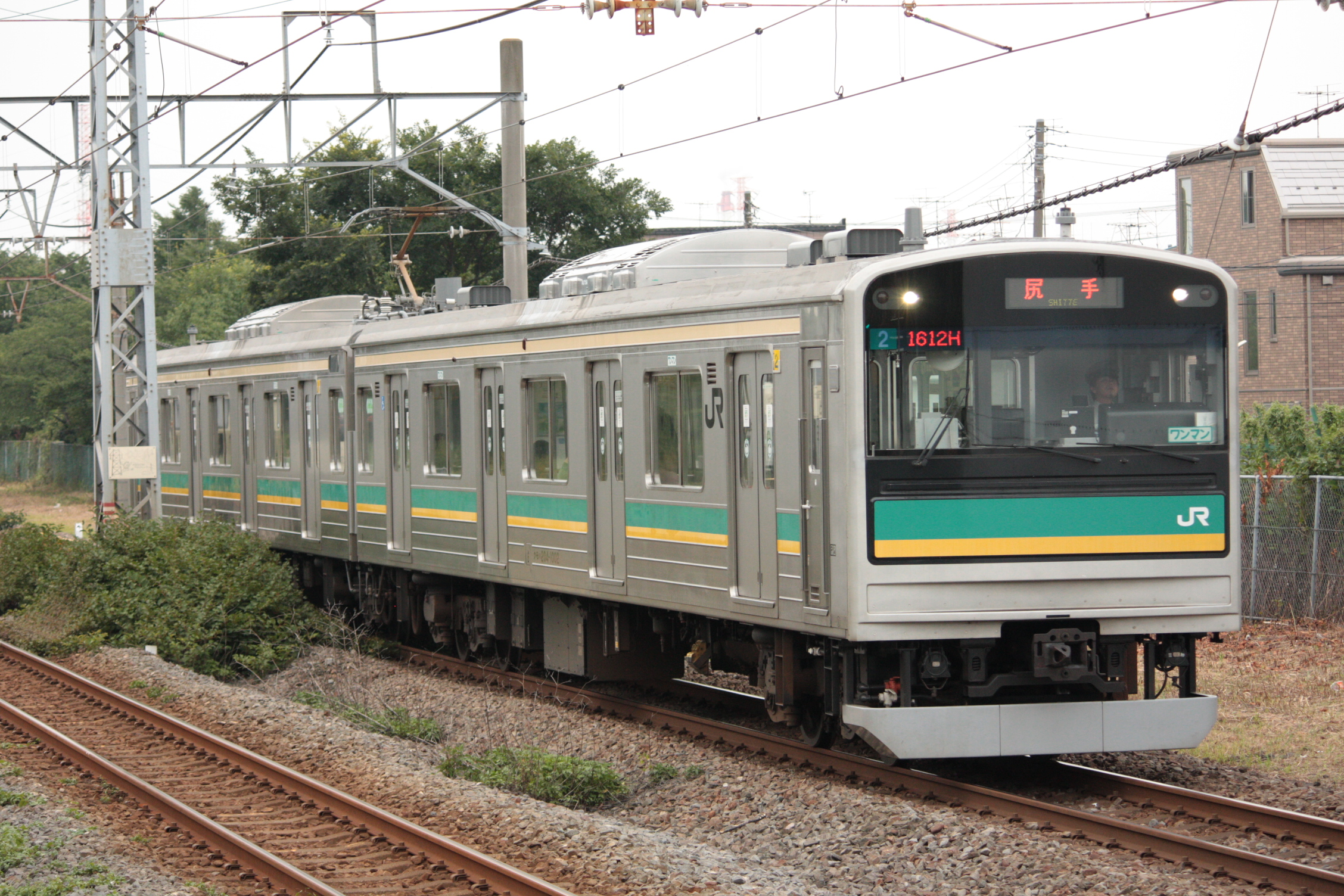
Tàu dòng 205-1000 thuộc Tuyến nhánh Nambu vào tháng 8 năm 2009
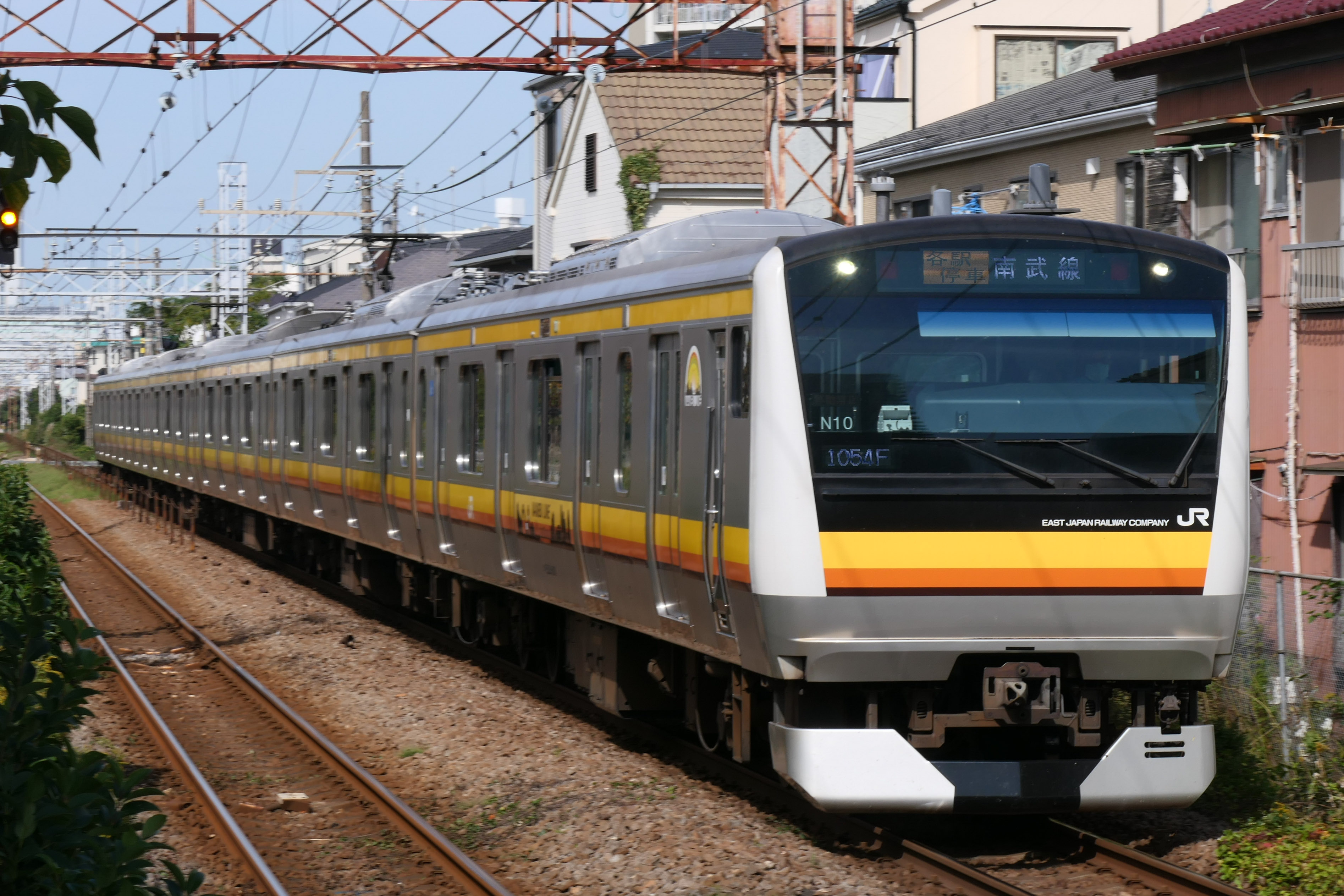
Một tàu dòng E233-8000 thuộc Tuyến Nambu vào tháng 10 năm 2020
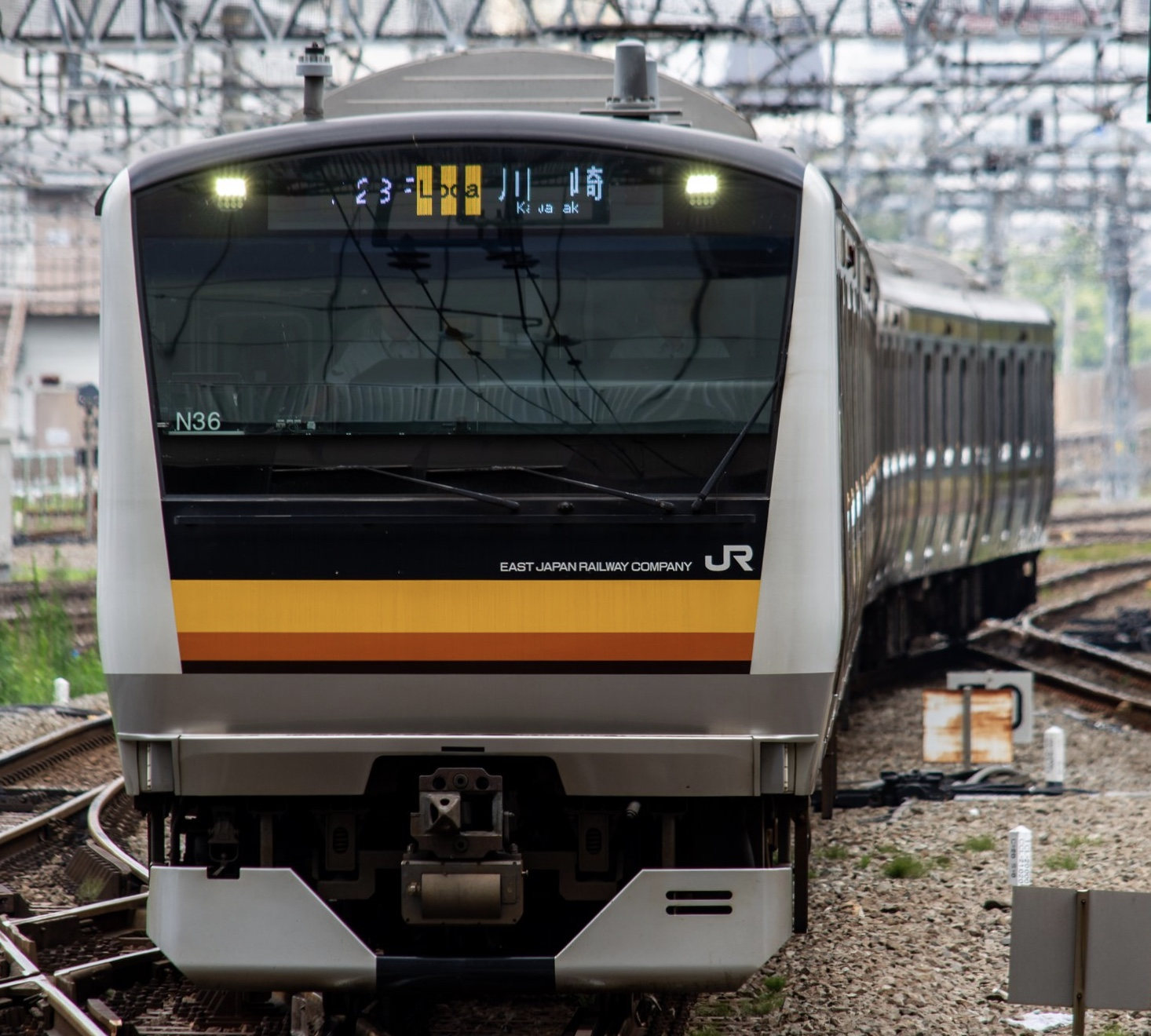
Tàu của Tuyến Nambu dòng E233-8500 set N36 vào tháng 1 năm 2019

### Các thế hệ tàu quá khứ
- Tàu 4/6 toa dòng 72/73 (từ năm 1963 tới năm 1978)
- Tàu 4/6 toa dòng 101 (từ năm 1969 tới tháng 1 năm 1991)
- Tàu 6 toa dòng 103 (từ 1982 tới tháng 12 năm 2004)
- Tàu 2 toa dòng 101 (Tuyến nhánh Nambu, tới tháng 11 năm 2003)
- Tàu 6 toa dòng 205-0 (từ tháng 3 năm 1989 tới tháng 12 năm 2015)[5]
- Tàu 6 toa dòng 205-1200 (từ năm 2004 tới tháng 1 năm 2016)
- Tàu 6 toa dòng 209-0 (từ tháng 4 năm 1993 tới tháng 2 năm 2015)
- Tàu 6 toa dòng 209-2200 (từ năm 2010 tới tháng 3 năm 2017)

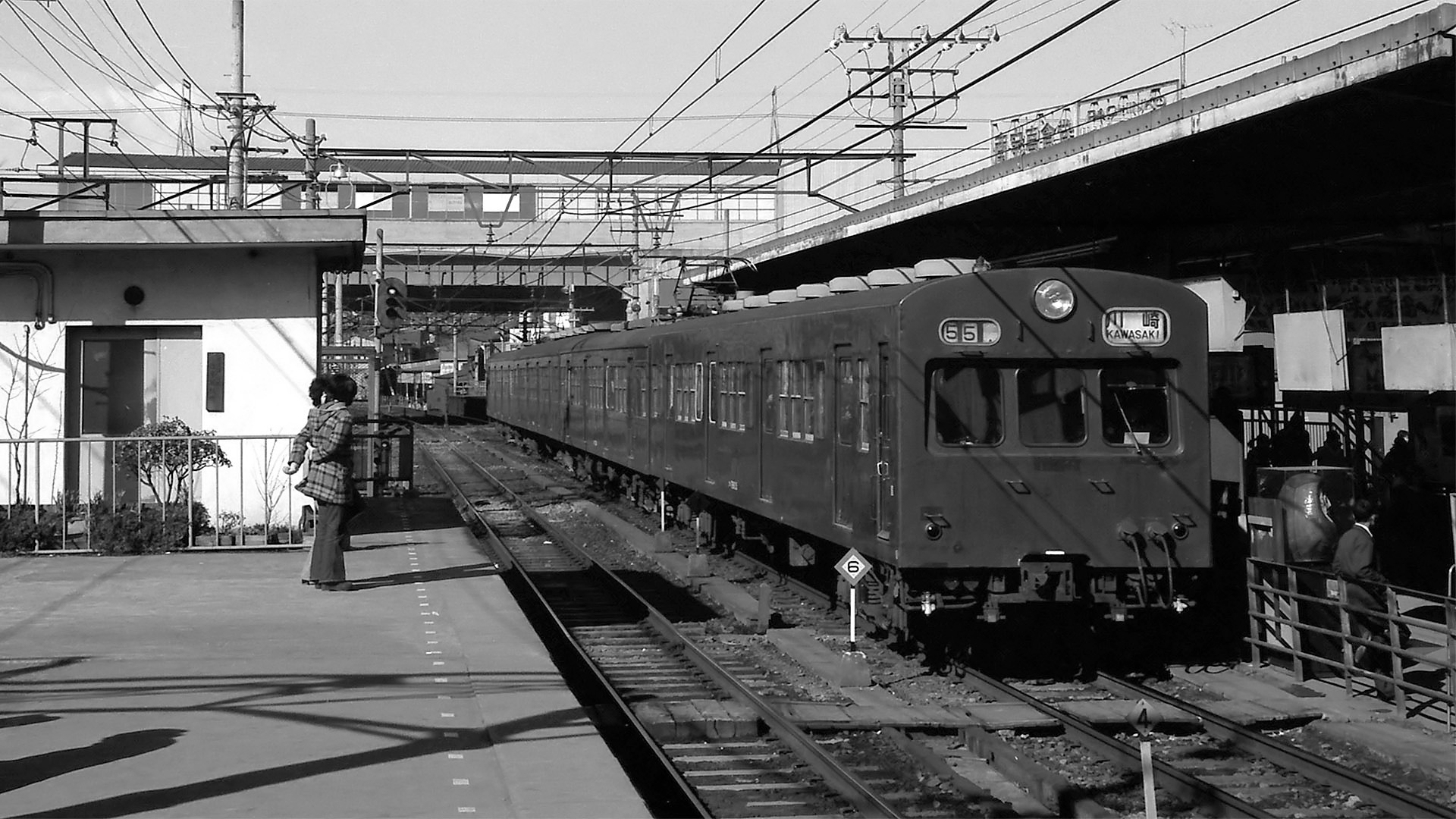
Một tàu dòng 73 trên Tuyến Nambu tháng 1 năm 1975
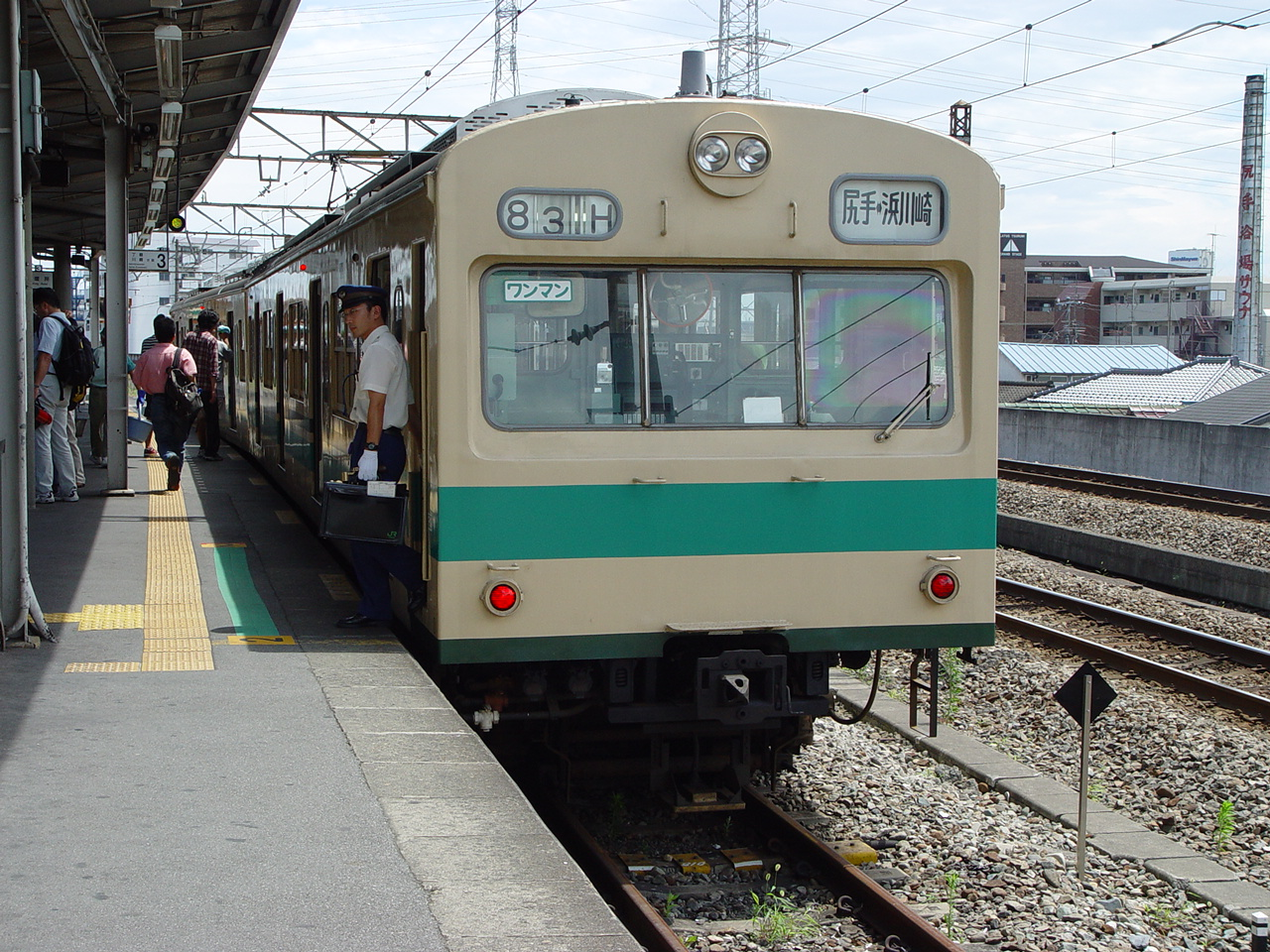
Tàu dòng 101 trên Tuyến nhánh Nambu tháng 7 năm 2002
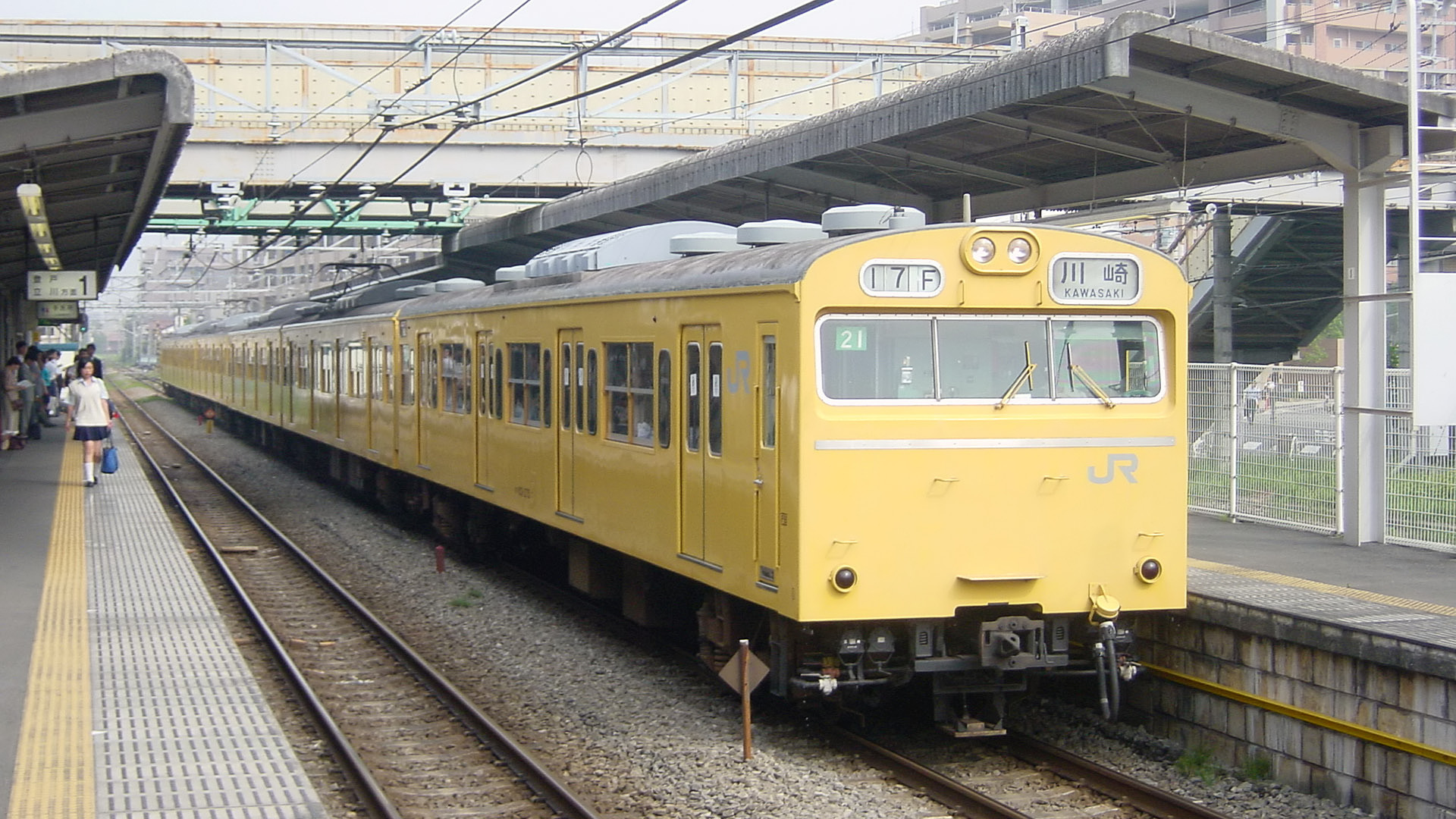
Tàu dòng 103 Tuyến Nambu tháng 6 năm 2001
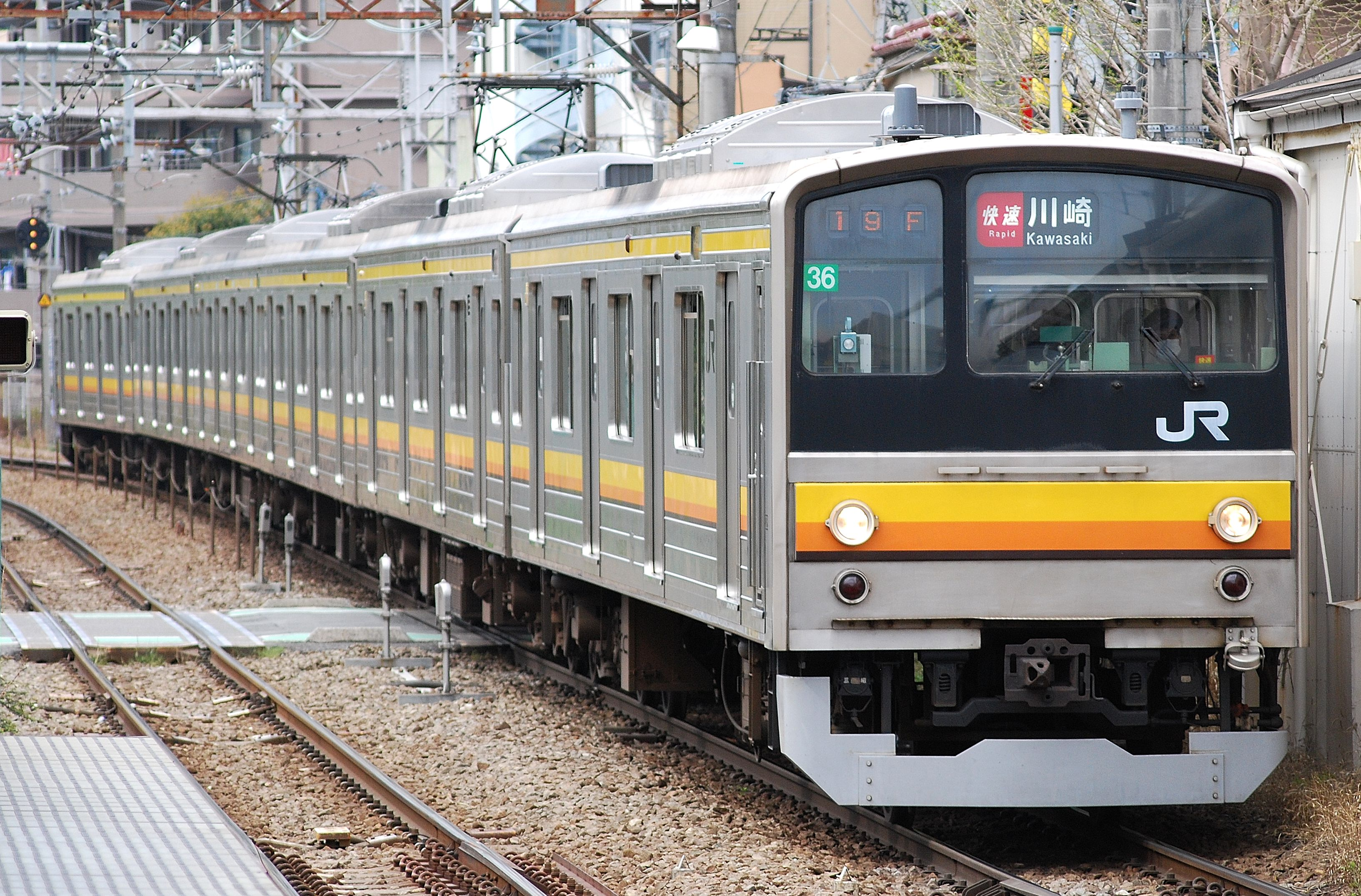
Tàu dòng 205-0 set 36 Tuyến Nambu tháng 4 năm 2011
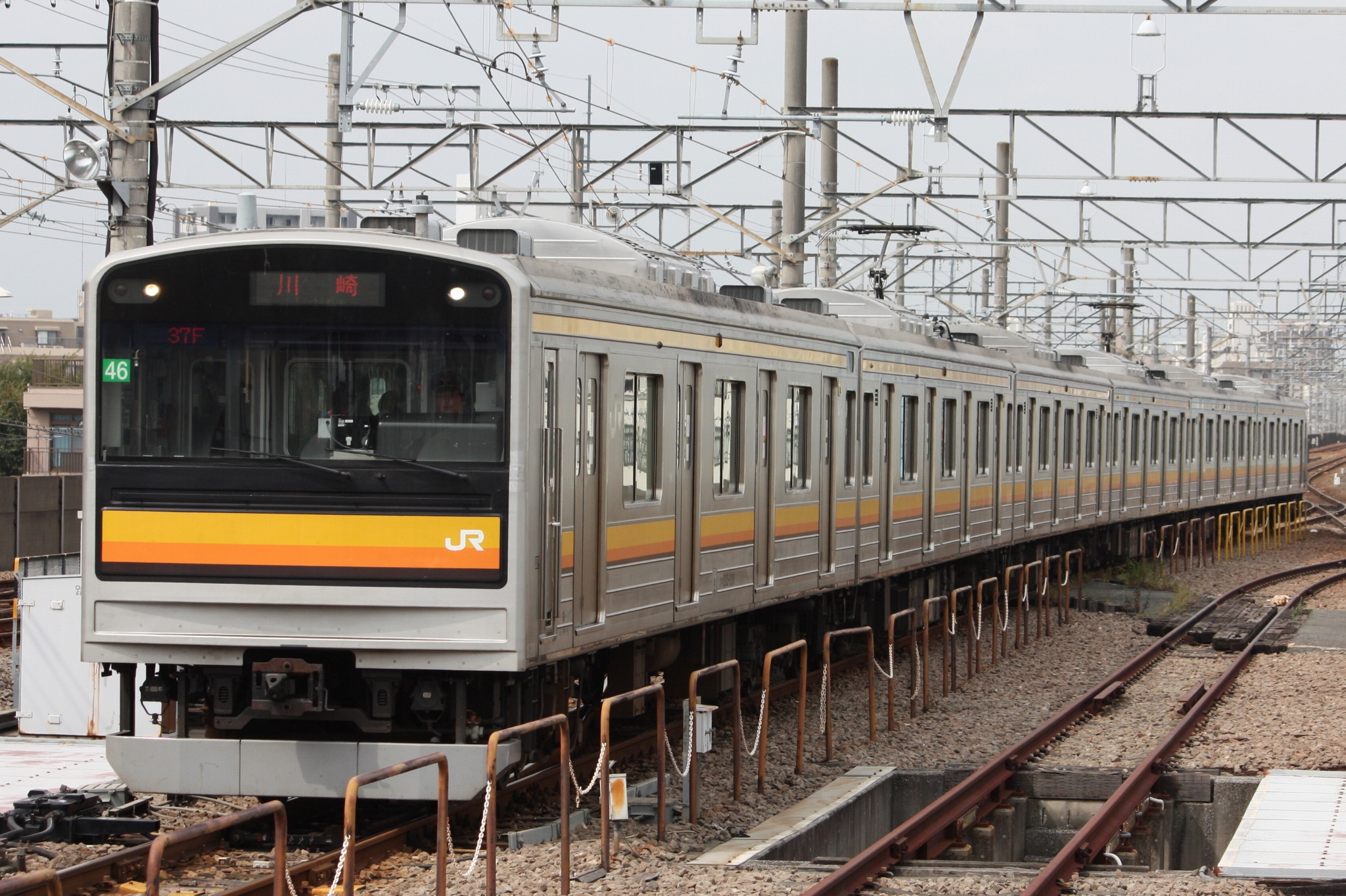
Tàu dòng 205-1200 Tuyến Nambu tháng 10 năm 2014
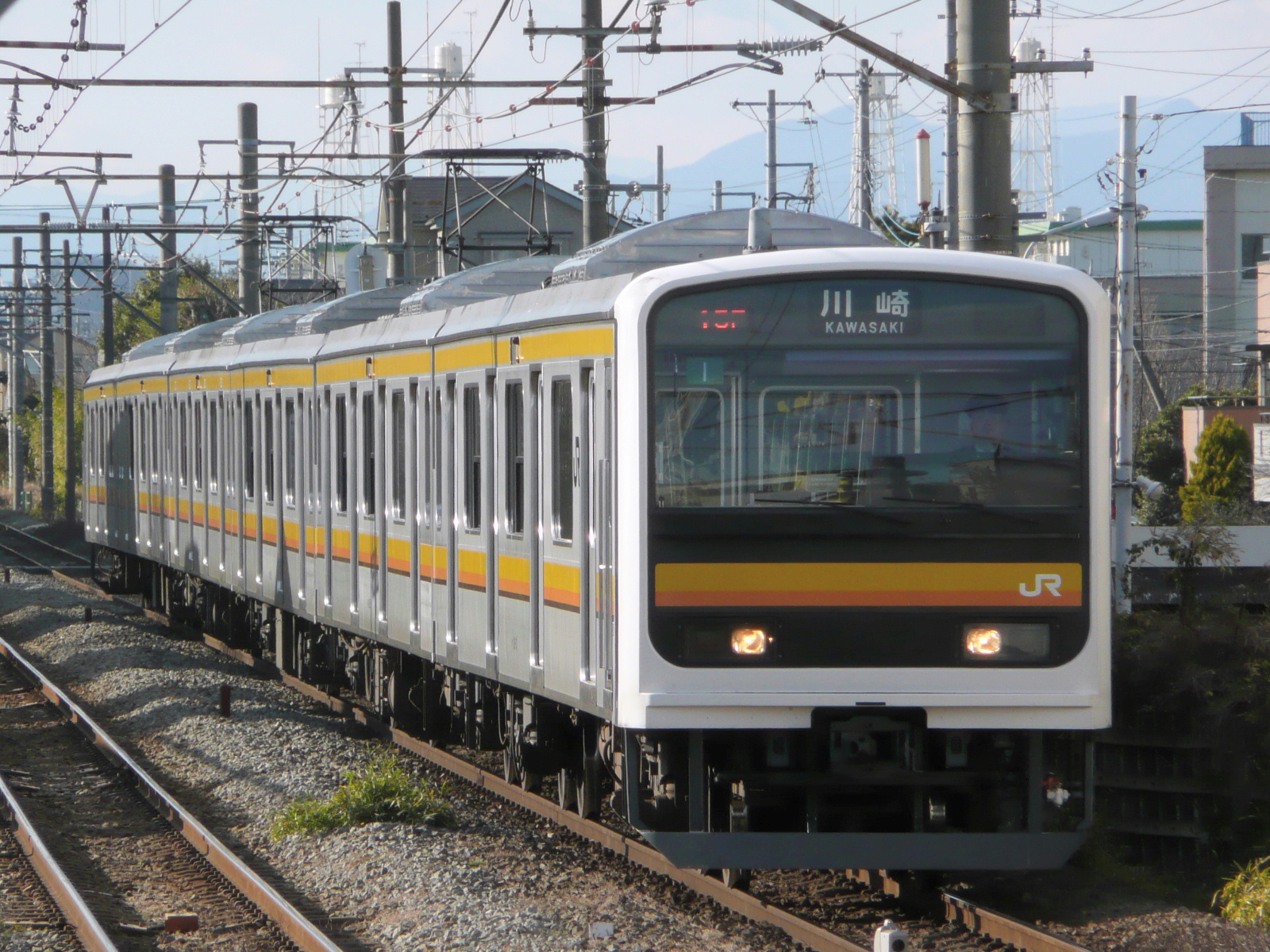
Tàu dòng 209-0 Tuyến Nambu tháng 1 năm 2008
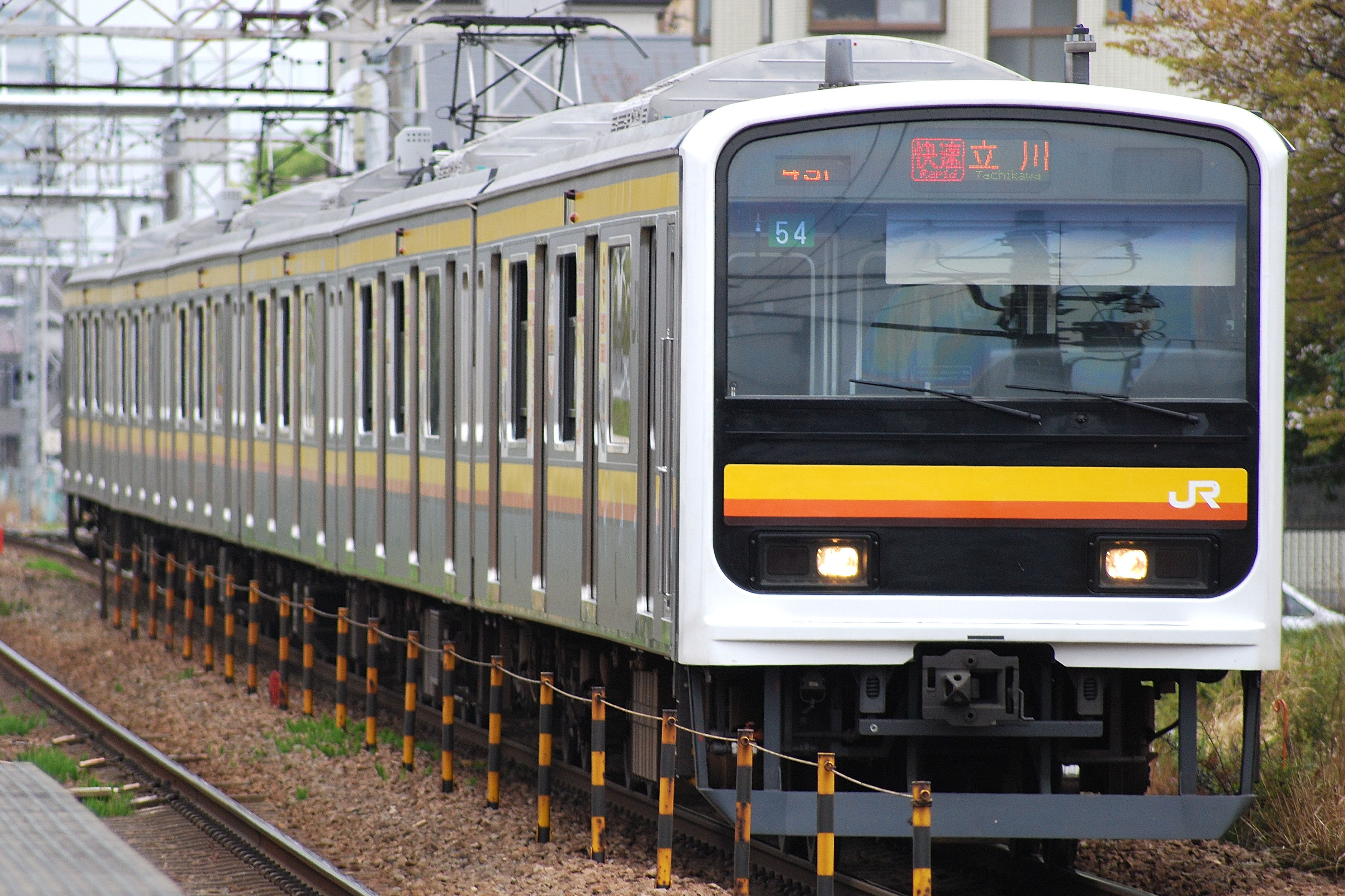
Tàu dòng 209-2200 tháng 4 năm 2011

## Lịch sử
Công ty tư nhân Nambu Railway xây dựng tuyến này chia thành 5 chặng từ 1927 đếm 1930 (không kể tuyến vận tải):
- 27 tháng 3 năm 1927: Kawasaki – Noborito
- 1 tháng 11 năm 1927: Noborito – Ōmaru (near Minami-Tama)
- 11 tháng 12 năm 1928: Ōmaru – Bubaigawara (then called Yashikibun)
- 11 tháng 12 năm 1929: Bubaigawara – Tachikawa
- 25 tháng 3 năm 1930: Shitte – Hama-Kawasaki

Các tàu phục vụ hành khách sử dụng tàu điện ngay từ khi bắt đầu. Các tuyến vận tải chủ yếu để chở sỏi khai thác được từ sông Tama. Đến điểm cuối ở Tachikawa, tuyến này liên kết với Ōme Electric Railway, đá vôi lại trở thành sản phẩm được vận tải chủ yếu. Tuyến được điều hành bởi Asano zaibatsu, thúc đẩy việc chuyển đá vôi từ các mỏ của chính công ty này ở phía tây Tokyo tới các nhà máy xi măng ở Kawasaki không phụ thuộc vào đường sắt của nhà nước.
Ngày 1 tháng 4 năm 1944, tuyến này được quốc hữu hóa bởi chính phủ hoàng gia và đặt tên là tuyến Nambu theo Công ty đường sắt chính phủ Nhật Bản. Sau kết thúc Chiến tranh thế giới thứ hai, rất nhiều lời kêu gọi tư nhân hóa lại tuyến này, nhưng cuối cùng, nó vẫn thuộc quản lý của Công ty đường sắt Quốc gia Nhật Bản (JNR) cho đến khi chính công ty này được cổ phần hóa vào năm 1987.
Sự tăng trưởng sau chiến tranh của khu đô thị Tokyo đã dẫn đến sự chuyển đổi hầu hết các vùng đất nông nghiệp dọc theo tuyến Nambu thành các khu dân cư và tăng lưu lượng hành khách trên tuyến. Tuyến vận tải giảm dần sau khi khai trương Tuyến Musashino (song song với Tuyến Nambu) vào năm 1976 và chấm dứt hẳn vận chuyển đá vôi vào năm 1998, ngoại trừ tuyến Nambu nhánh, vẫn tiếp tục phục vụ vận tải.
Các chuyến "Tốc hành" từ Kawasaki tới Noborito chỉ dừng ở Musashi-Kosugi và Musashi-Mizonokuchi bắt đầu từ 15 tháng 12 năm 1969, nhưng bị dừng do điều chỉnh giờ vào 2 tháng 10 năm 1978. Sau đó 33 năm, các chuyến tốc hành từ Kawasaki tới Tachikawa có thêm nhiều điểm dừng hơn từ 9 tháng 4 năm 2011, bị trì hoãn từ kế hoạch ban đầu 12 tháng 3 do thảm họa hạt nhân, Động đất và sóng thần Tōhoku 2011.

## Định hướng phát triển
Việc xây dựng các ga mới trên tuyến Nambu được thực hiện bởi JR East kết hợp với chính quyền thành phố Kawasaki. Một ga mới với tên tạm thời là Odasakae-Shin Station (小田栄新駅), kiểu ga tiết kiệm chi phí xây dựng sẽ được đặt giữa Kawasaki-Shinmachi và Hama-Kawasaki, khả năng sẽ mở cửa vào cuối năm tài khóa 2015.

## Tham chiếu
1. ↑  “平成27年 大都市交通センサス 首都圈報告書” (PDF). P.92. 国土交通省.
2. ↑  Saka, Masayuki (tháng 8 năm 2014).  東京メガループ　車両・路線の沿革と現況 [Tokyo Megaloop: History and current situation of trains and line]. Tetsudō Daiya Jōhō Magazine (bằng tiếng Nhật). Japan: Kōtsū Shimbun. 43 (364): 28–39.
3. ↑  “川崎－立川 快速 4009F”. JR East Timetable. Bản gốc lưu trữ ngày 1 tháng 1 năm 2017. Truy cập ngày 31 tháng 12 năm 2016.
4. ↑   JR電車編成表 2017冬 [JR EMU Formations - Winter 2017] (bằng tiếng Nhật). Japan: Kotsu Shimbunsha. ngày 16 tháng 11 năm 2016. tr. 91-93. ISBN 978-4-330-73716-4.
5. ↑  205系ナハ39編成が国府津車両センターへ [205 series set 39 moved to Kozu Depot]. Japan Railfan Magazine Online (bằng tiếng Nhật). Japan: Koyusha Co., Ltd. ngày 10 tháng 12 năm 2015. Truy cập ngày 11 tháng 12 năm 2015.
6. ↑  Bản mẫu:TeishajoCS1 maint: Extra text: authors list (link)
7. ↑  Harada, Katsumasa (1999). Nanbu-sen Ima Mukashi (bằng tiếng Nhật). Kawasaki: Tamagawa Shinbunsha. ISBN 4-924882-28-3.
8. ↑  南武線に33年ぶりの「快速」 (bằng tiếng Nhật). Town News. ngày 1 tháng 10 năm 2010. Bản gốc lưu trữ ngày 17 tháng 10 năm 2010. Truy cập ngày 9 tháng 4 năm 2011.
9. ↑  “ＪＲ南武線快速ようやく運行スタート、旧国鉄時代以来３３年ぶり”. Kanagawa Shinbun. ngày 9 tháng 4 năm 2011. Bản gốc lưu trữ ngày 4 tháng 12 năm 2011. Truy cập ngày 9 tháng 4 năm 2011.
10. ↑  南武支線に新駅設置を検討 [New station under consideration for Nambu Branch Line]. Tetsudo Hobidas (bằng tiếng Nhật). Japan: Neko Publishing Co., Ltd. ngày 29 tháng 1 năm 2015. Bản gốc lưu trữ ngày 29 tháng 10 năm 2017. Truy cập ngày 30 tháng 1 năm 2015.